# Megachile semipleta
Megachile semipleta är en biart som beskrevs av Cockerell 1921. Megachile semipleta ingår i släktet tapetserarbin, och familjen buksamlarbin. Inga underarter finns listade i Catalogue of Life.